# Slab City

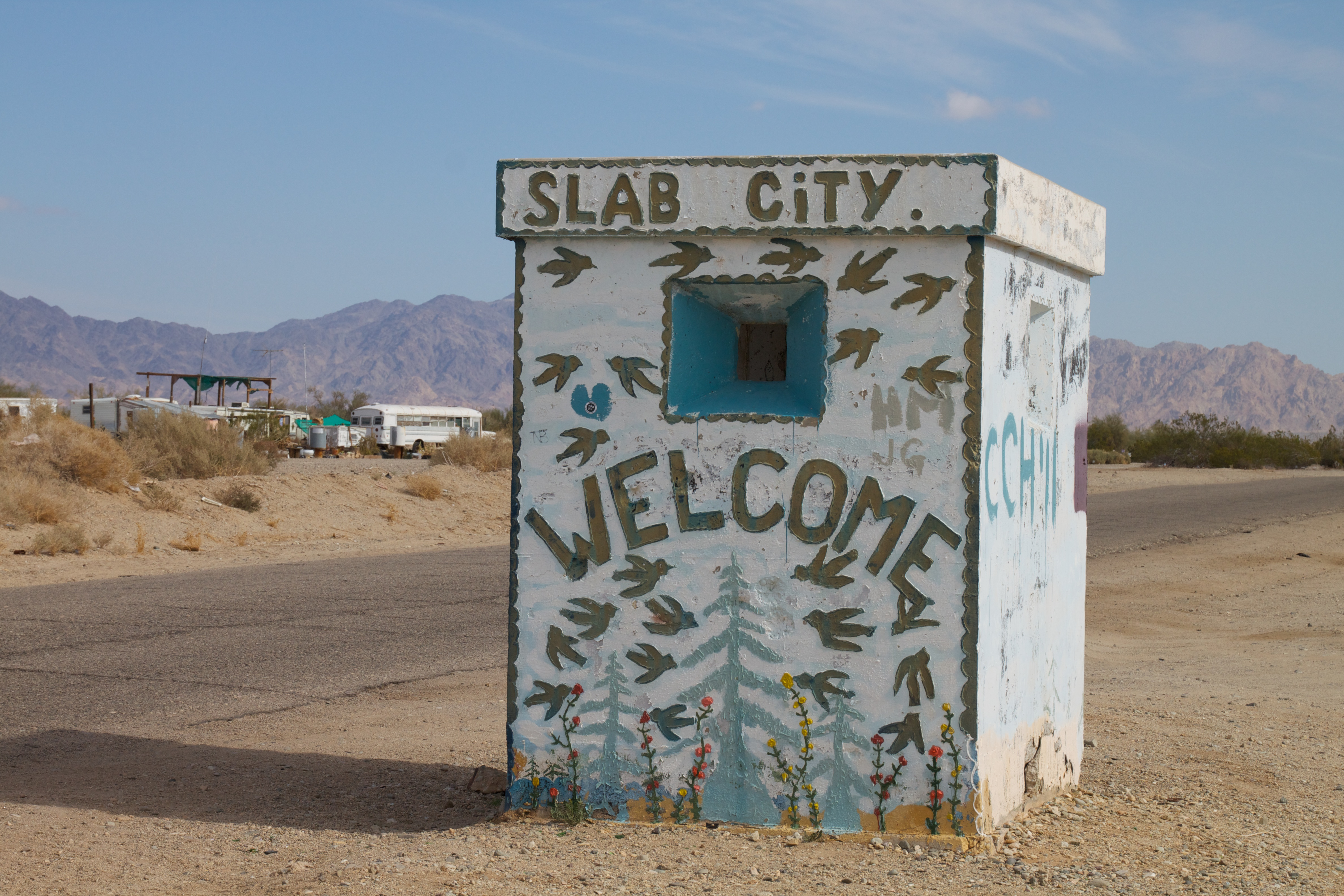
Vstup do Slab City

Slab City je osada poblíž městečka Niland v kalifornském okrese Imperial County. Má asi sto padesát stálých obyvatel, v sezóně ji obývá několik tisíc takzvaných snowbirds, jak se říká obyvatelům severních států USA, kteří se v zimě stěhují v karavanech na jih za teplem.

## Historie
V neobydlené části Sonorské pouště vznikla v roce 1942 vojenská základna Camp Dunlap, která byla zrušena roku 1961. Od roku 1965 se sem začaly stahovat komunity hippies a obsadily opuštěné betonové přístřešky nazývané v angličtině slab, které daly městu jeho neoficiální jméno. Není zde vodovod ani kanalizace, elektřina je vyráběna pouze solárními panely. Slab City žije mimo dosah oficiálních zákonů, zdejší bohémští obyvatelé kolektivně vytvořili rozsáhlé krajinné instalace Salvation Mountain a East Jesus, provozují hudební klub a knihovnu. Odehrává se zde také část filmu Útěk do divočiny.